# Mariakapel (Brandt)

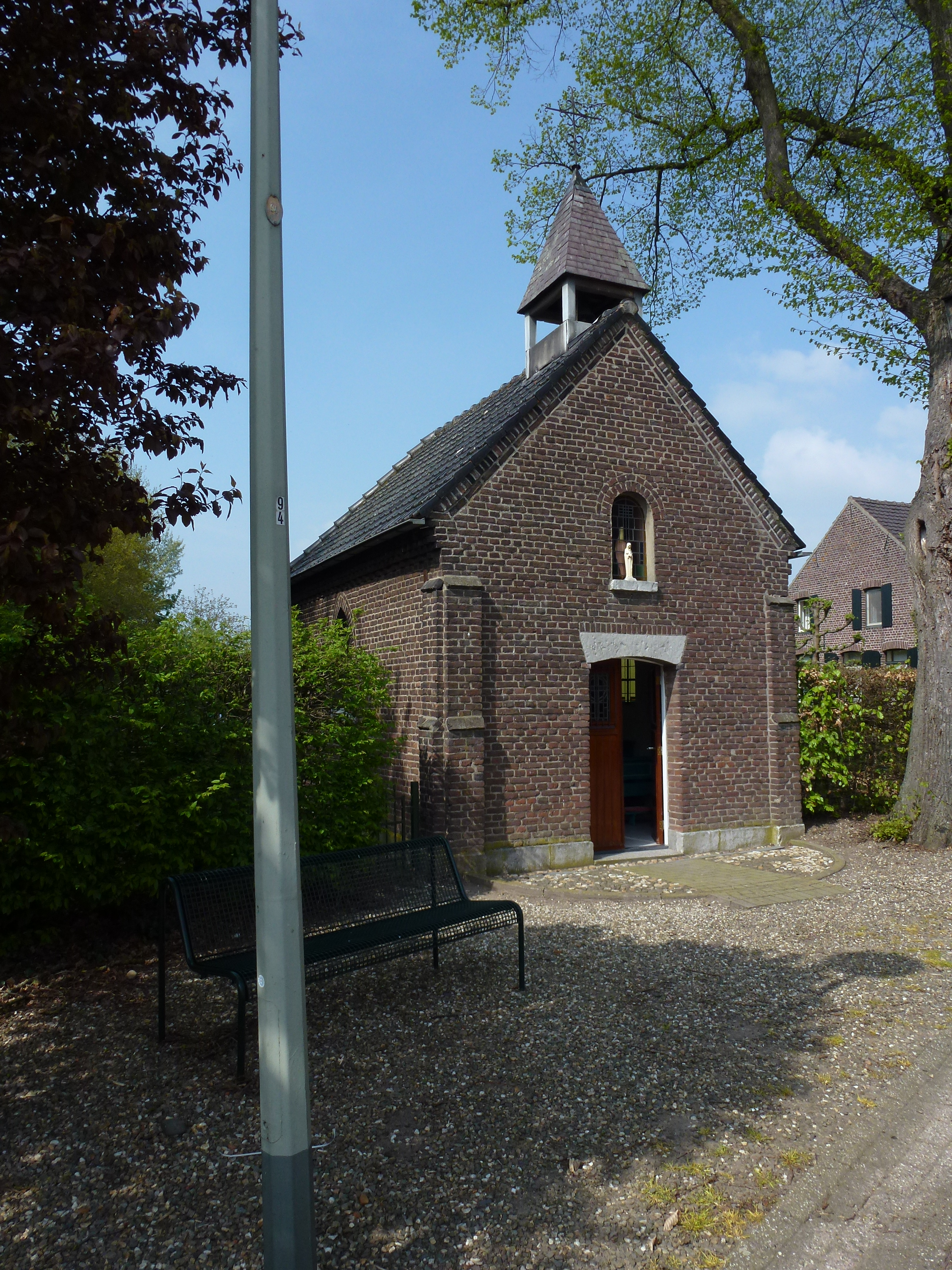
De Mariakapel

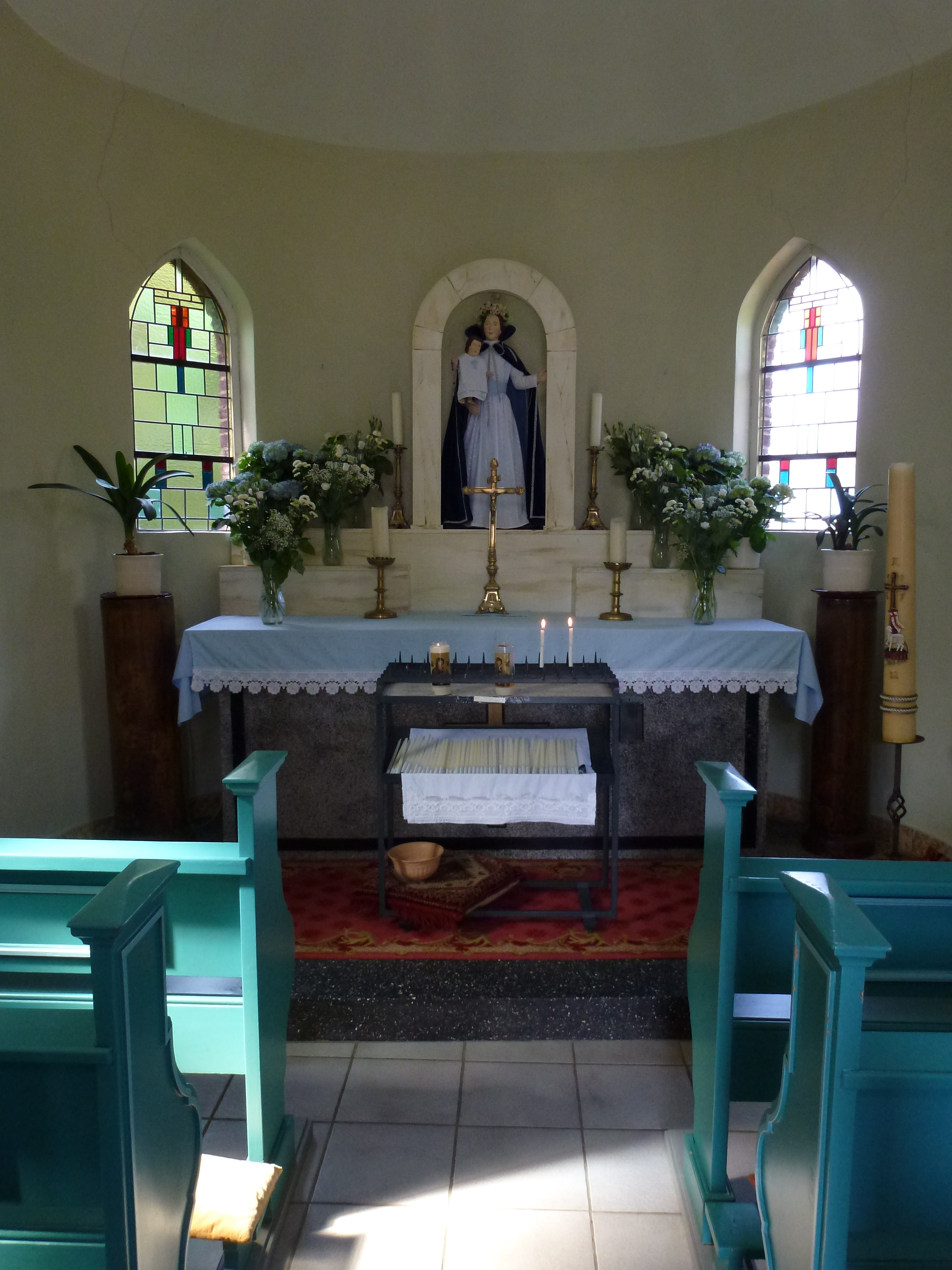
Interieur

De Mariakapel is een kapel in buurtschap Brandt van het dorp Stevensweert op het Eiland in de Maas in de Nederlandse gemeente Maasgouw. De kapel staat aan de straat Brandt bij huisnummer 13.
De kapel is gewijd aan de heilige Maria, specifiek aan Onze-Lieve-Vrouw van Altijddurende Bijstand.
Het bouwwerk is een gemeentelijk monument en naast de kapel staat een grote lindeboom.
Op ongeveer 700 meter naar het zuidwesten staat de Sint-Rochuskapel in Eiland.

## Geschiedenis
Rond 1915 werd de kapel gebouwd.

## Gebouw
De bakstenen kapel heeft een driezijdige koorsluiting en wordt gedekt door een zadeldak met pannen. Net achter de frontgevel bevindt zich op de nok van het dak een vierkante dakruiter met tentdak met leien. In de beide zijgevels en in de diagonale gevels van de koorsluiting bevindt zich elk een spitsboogvenster met glas-in-lood. De frontgevel is een puntgevel met verbrede aanzet met op de hoeken tweeledige haakse steunberen. Midden in de frontgevel bevindt zich een rondboogvenster met glas-in-lood en voor het glas is een Mariabeeldje geplaatst. Onder in de frontgevel bevindt zich de segmentboogvormige toegang van de kapel met dubbele deur waarvan de latei uitgevoerd is als een stuk natuursteen.
Van binnen is de kapel licht gestuukt en zijn er knielbanken geplaatst. Tegen de achterwand is een groot stenen altaar geplaatst dat bekleed is met lichte marmer. Op een opzet is een grote marmeren boog geplaatst die een rondboognis vormt. In de nis staat een beeld dat de heilige Maria toont met op haar arm het kindje Jezus.